# Louis Réau
Louis Réau (Poitiers, 1 de enero de 1881 – París, 10 de junio de 1961) fue un iconógrafo e historiador del arte francés. 

## Biografía
Estudió en la Escuela Normal Superior de París y dirigió el Instituto Francés de San Petersburgo y de Viena; en esta última ciudad escribió Histoire de l'expansion de l'art Français, un estudio de la difusión del arte francés por Europa y América en el setecientos. En cuanto al arte medieval, escribió una famosa Iconographie de l'art chrétien (1955-59) ("Iconografía del arte Cristiano"), y monografías sobre artistas alemanes como Peter Vischer y Matthias Grünewald. Su libro L'Art Russe (1922) fue uno de los primeros publicados en francés sobre este tema. Fue editor jefe de la Gazette des Beaux-Arts en 1924, después de haber enseñado historia del arte en la Sorbona y la Escuela del Louvre. Tras estos estudios se consagró al arte francés del siglo XIX y publicó diversas monografías sobre escultores franceses: Etienne-Maurice Falconet (1922), la familia Lemoyne (1927), Jean-Baptiste Pigalle (1950) y Jean-Antoine Houdon (1964). Réau fue elegido miembro de la Académie des Beaux-Arts en 1947.

## Obras
- L'Art Français sur le Rhin au XVIIIe siècle, Paris, 1908.
- "Cologne" y "Saint-Pétersbourg" en Les Villes d'art celebres, Paris, 1908.
- Peter Vischer et la sculpture franconienne du XIVe au XVIe siècle, Paris, 1909
- Les Primitifs allemands, 1910.
- Mathias Grünewald et le Retable de Colmar, 1920.
- L'Art russe (1921-1922), 2 vols.:
  - L'art russe des origines à Pierre le Grand. Cent quatre planches hors texte, quatre cartes dans le texte et lexique archéologique russo-français, 1921.
  - L'art russe de Pierre le Grand à nos jours; soixante-douze planches hors texte, lexique artistique russo-français, 1922.
- Etienne-Maurice Falconet, 1922.
- Histoire de l'expansion de l'art français (1924-1933)
- Histoire de la peinture française au XVIIIe siècle... Paris, Bruxelles, G. van Oest, 1925-26.
- Une dynastie de sculpteurs au XVIIe siècle: Les Lemoynes, Paris, 1927.
- Les compagnes de Diane, Gazette des Beaux-Arts 8, 1932.
- Con G. Lundberg y R. - A. Weigert: L'Art français dans les pays du nord et de l'est de l'Europe, 1932.
- L'art du moyen âge, arts plastiques art littéraire, et la civilisation française 1935.
- L'Europe français au siècle des Lumières, 1938.
- Histoire de la peinture au Moyen-Age, 1944.
- L'art gothique en France; architecture, sculpture, peinture, arts appliqués. Paris, G. Le Prat [1945]
- L'art religieux du moyen-âge (la sculpture).	[Paris] F. Nathan [1946].
- Vieilles églises de France. [Paris]: F. Nathan, [1948].
- L'ère romantique: les arts plastiques (1949).
- J.-B. Pigalle, Paris, P. Tisné, 1950.
- Dictionnaire polyglotte des termes d'art et d'archéologie (1953).
- Iconographie de l'art chrétien. Paris: Presses Universitares de France, 1955-59, 3 vols. Reimpreso en Nendeln, Liechtenstein: Kraus-Thomson, 1974; muy reimpresa y traducida.
- Fragonard; sa vie et son oeuvre (1956).
- Histoire du vandalisme: les monuments détruits de l'art français. Paris, 1959, 2 vols.
- Houdon: sa vie et son œuvre, 1964.
- Histoire de l'art roumain.

## Legado
índice de legado Institut national d'histoire de l'art
- Datos: Q1871947
- Multimedia: Louis Réau / Q1871947